# Krzemenda
Krzemenda (dawn. Krzemienda) – część miasta Poręba, w Polsce położona w województwie śląskim, w powiecie zawierciańskim. Do 1956 samodzielna miejscowość, posiadająca w latach 1933–54 własną administrację gromadzką.
Krzemenda stanowią zachodnią część głównego ciągu komunikacyjnego Poręby wzdłuż ulicy Górnośląskiej i jej bocznicy – ul. Przełęcz.

## Historia
Krzemienda to dawna wieś, od 1867 w gminie Poręba Mrzygłodzka. W latach 1867–1926 należała do powiatu będzińskiego, a od 1927 do zawierciańskiego. W II RP przynależała do woj. kieleckiego. 31 października 1933 gminę Poręba Mrzygłodzka podzielono na dziewięć gromad. Wieś Krzemienda z przysiółkiem Fryszerka utworzyła gromadę o nazwie Krzemienda w gminie Poręba Mrzygłodzka.
Podczas II wojny światowej włączone do III Rzeszy. Po wojnie gmina przez bardzo krótki czas zachowała przynależność administracyjną, lecz już 18 sierpnia 1945 roku została wraz z całym powiatem zawierciańskim przyłączona do woj. śląskiego.
W związku z reformą znoszącą gminy jesienią 1954 roku, dotychczasowe gromady Dziechciarze, Krzemienda, Krawce i Poręba I ustanowiły nową gromadę Poręba I.
Gromadę Poręba I zniesiono 1 stycznia 1957, w związku z nadaniem jej statusu osiedla, przez co Krzemienda utraciła swoją samodzielność. Osiedlu Poręba I rok później (1 stycznia 1958) – po przyłączeniu do niego obszaru zniesionej gromady Poręba II – zmieniono nazwę na Poręba.
1 stycznia 1973 osiedle Poręba otrzymało status miasta, w związku z czym Krzemienda stała się obszarem miejskim. 27 maja 1975 całą Porębę włączono do Zawiercia, przez co Krzemienda stała się najdalej na zachód wysuniętą częścią miasta, ok. 10 km od centrum Zawiercia. 1 października 1982 Poręba odzyskała samodzielność, a Krzemienda stała się ponownie jej częścią.